# Gonçal Peris Sarrià

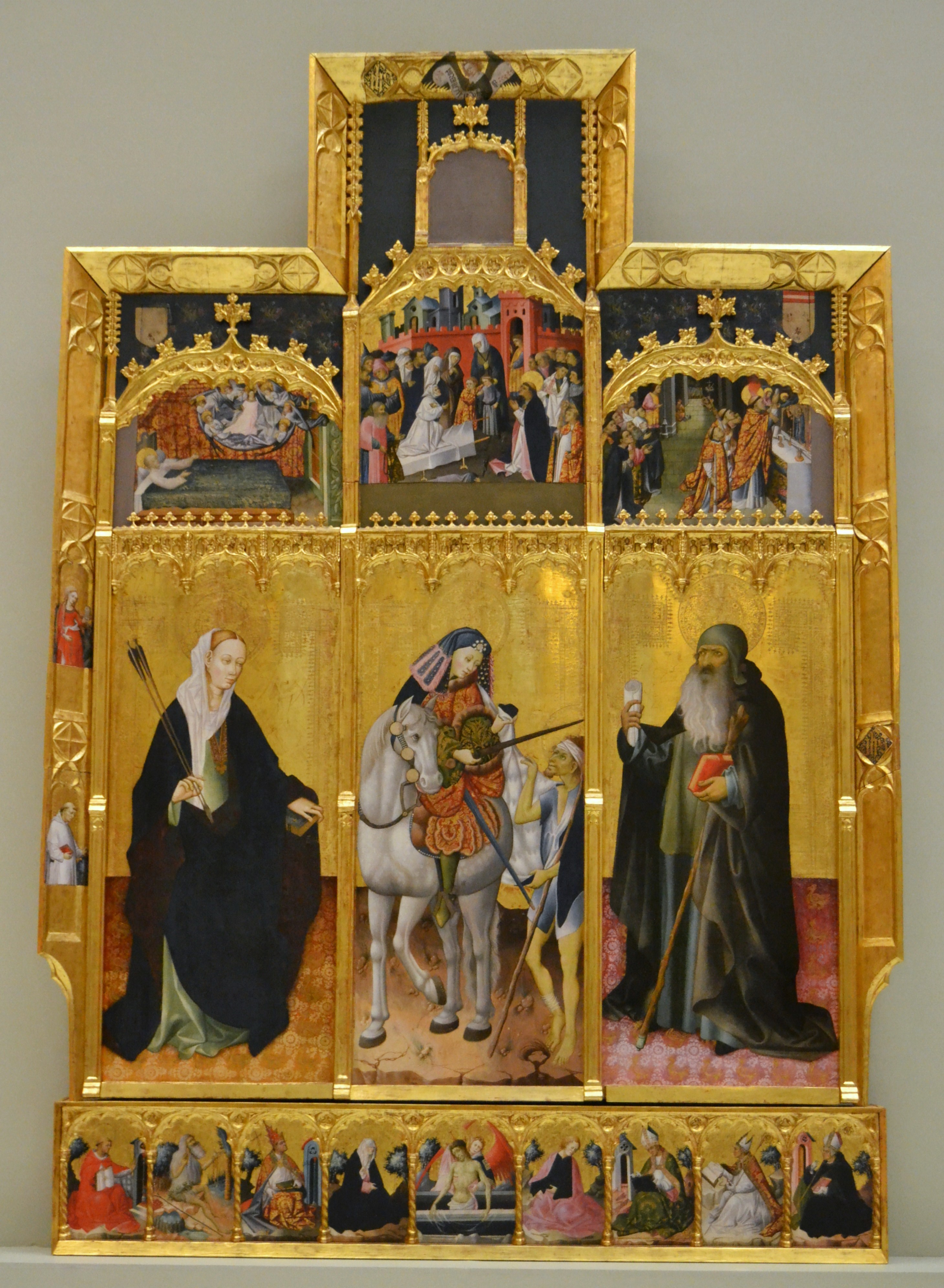
Retabel met de HH. Ursula, Maarten en Antonius, Museo de Bellas Artes de Valencia

Gonçal Peris Sarrià (1380 – 1451) of Gonzalo Pérez in het Castiliaans was een Catalaans kunstschilder die actief was in Valencia in de eerste helft van de 15e eeuw. Hij was een belangrijke vertegenwoordiger van de Valentiaanse internationale gotiek.

## Biografische elementen
Gonçal Peris Sarrià behoorde tot een schildersfamilie die in Valencia gevestigd was serdert de 13e eeuw. Naast hem is alleen Antoni Peris, zijn vader, bekend gebleven.
Gonçal kreeg zijn opleiding in het atelier van Pere Nicolau en werd na diens dood in 1408 door de rechtbank belast met het beheer van diens goederen. Hij kreeg daardoor het beheer van een belangrijk atelier met een grote klantenkring in handen. Zo kreeg hij bijvoorbeeld in 1412 al een opdracht voor een retabel van Francesc Climent, de bisschop van Barcelona. Hij bleef samenwerken met Marçal de Sas, waarmee ook Pere Nicolau had gewerkt.

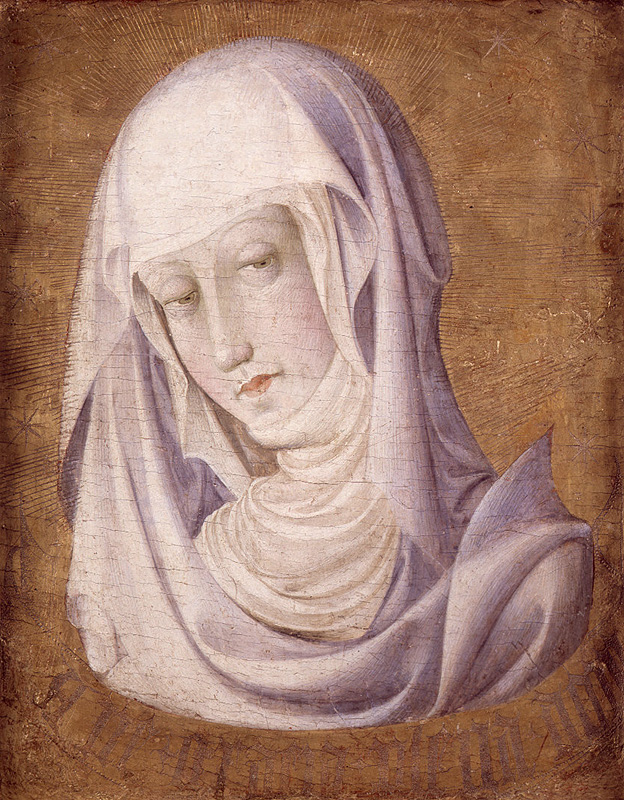
Veronica de la Virgen, Museo de Bellas Artes de Valencia

## Twee schilders
Er worden in het Valencia van de vroege 15e eeuw twee schilders genoemd wier relatie niet altijd even duidelijk is, namelijk Gonçal Peris en Gonçal Peris Sarrià. Ze werden beiden ontdekt op het einde van de 19e eeuw en er was geen consensus of het over een dan wel over twee schilders ging. Er werd recent een document ontdekt dat het overlijden van Gonçal Peris voor 1433 plaatst, wat aantoont dat het inderdaad over twee verschillende schilders gaat gezien Gonçal Peris Sarrià overleed in 1451. Vanaf het jaar 1423 werd de schilder trouwens steeds Gonçal Peris alias Sarrià of Gonçal Sarrià genoemd en werd de naam Gonçal Peris niet meer gebruikt. Dit was vast te stellen in de bijna twintig contracten die na 1423 werden afgesloten en in verscheidene biografische referenties naar de schilder tot in 1451. Het is dus duidelijk dat er voor 1423 twee schilders als Gonçal Peris werden gerefereerd. De eerste Gonçal Peris hoort bij de eerste generatie die in de stijl van de internationale gotiek werkte en samenwerkte met collega’s zoals Marçal de Sas. Gonçal Peris Sarrià hoorde bij de tweede generatie van de Valenciaanse internationale gotiek zoals Jaume Mateu en later Lluís Dalmau en Joan Reixac die zich lieten inspireren door de Vlaamse gotiek. Sarrià was een passieve getuige van de overgang van de internationale gotiek naar het Vlaamse realisme. Het nieuwe document waarvan sprake is, betreft een huwelijksakte van 24 mei 1433 tussen Margarida, de weduwe van Gonçal Peris de schilder, en de slotenmaker Joan Ramos.

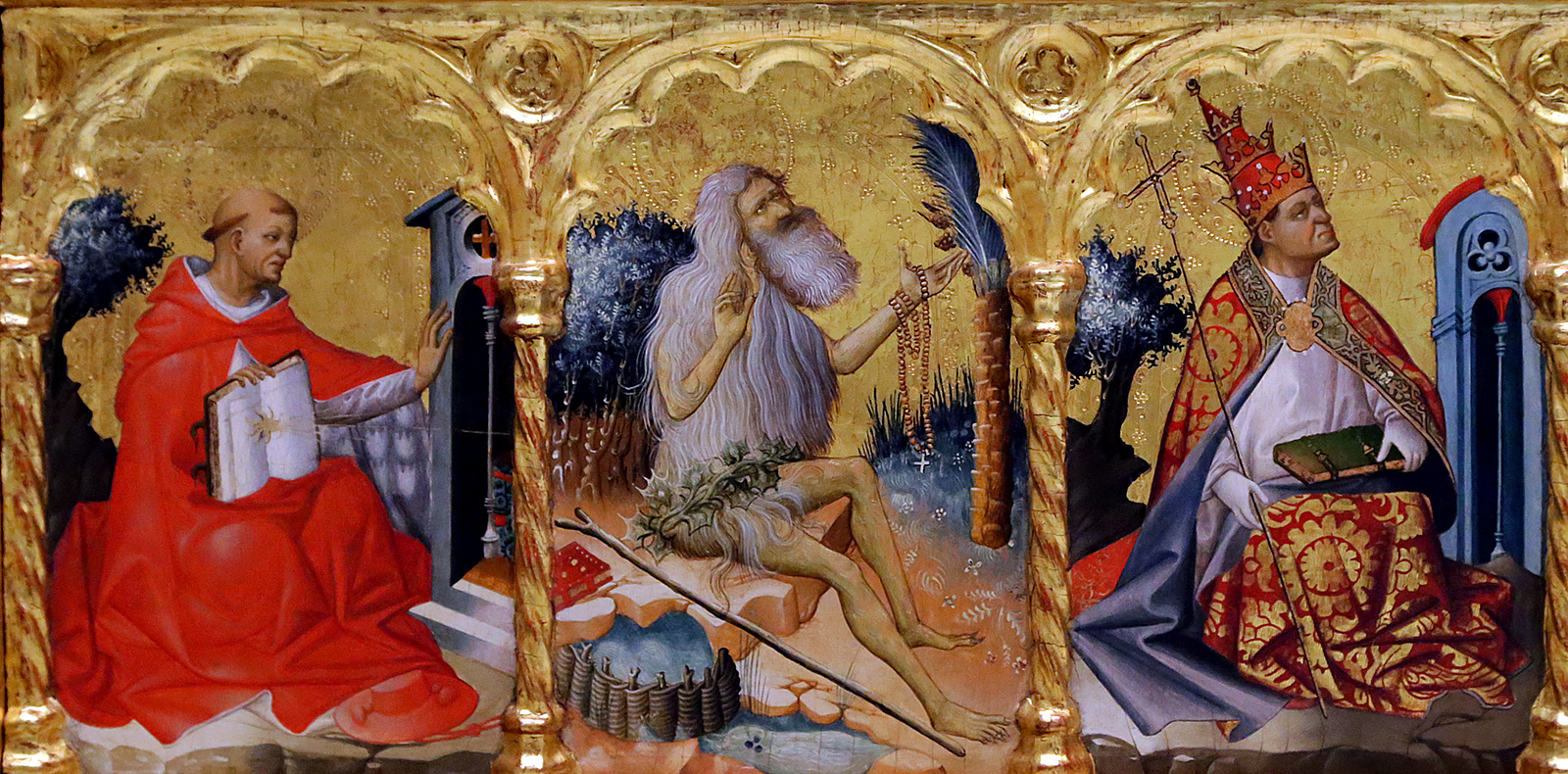
Retabel met de heilige Ursula, detail, Museo de Bellas Artes de Valencia

## Toegeschreven werken
Ondanks de grote productie van zijn atelier zijn er slechts enkele werken bewaard gebleven die aan Gonçal Peris Sarrià worden toegeschreven:
- Het retabel met de Ontslaping van Maria van het hoofdaltaar van de kathedraal van El Burrgo de Osma, deels in de kathedraal, deels in het Louvre, Parijs[4]
- Het retabel van de heilige Barbara van omstreeks 1410-1425, dat tot in het begin van de 20e eeuw werd bewaard in de parochiekerk van Puertomingalvo (Teruel) maar waarschijnlijk afkomstig was van de Barbara-kapel in de omgeving. Het wordt nu bewaard in het Museu Nacional d'Art de Catalunya, Barcelona[5]
- Het retabel van de heilige Dominicus Guzmán, dat hij maakte in samenwerking met Guerau Gener tussen 1405 en 1407, nog voor de dood van Pere Nicolau. Dit werk bevindt zich nu in het Prado, Madrid
- Het (beschadigde) retabel van Sarrión (Teruel) nu in het Museo de Bellas Artes de Valencia[4]
- Paneel met de HH. Martha en paus Clemens, 1412, nu bewaard in het Museo Catedralicio Diocesano de Valencia
- Het retabel met het leven van de Heilige Maagd van het hoofdaltaar van de parochiekerk van Rubielos de Mora (Teruel) (1418).[4]
- Het retabel van het hoofdaltaar van Basílica de San Jaime Apóstol (1423) bewaard in het Museu Nacional d’Art de Catalunya, Barcelona[4]
- Het retabel van de Heilige Drievuldigheid van Rubielos (Teruel) (ca. 1435-1440).[4]
- Het retabel van Johannes de Evangelist en de heilige Vincentius van Villahermosa (Castellón) gemaakt voor García Sarrià (± 1440).[4]
- Het retabel van de HH. Antonius en Augustinus (1440)[4]
- Het retabel van de heilige Martinus en de arme, nu in het Museo de Belles Artes de Valencia

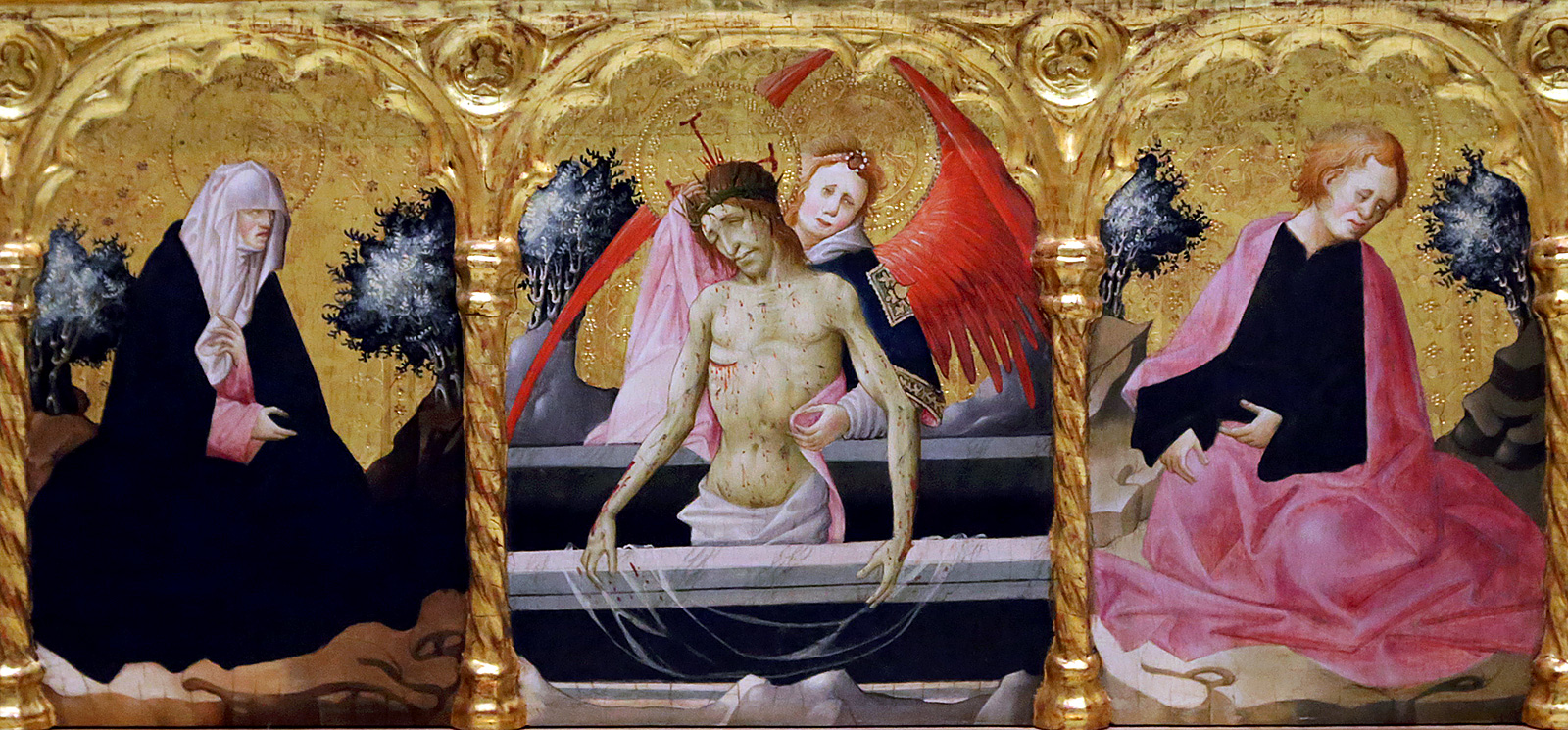
Retabel met de heilige Ursula, detail, Museo de Bellas Artes de Valencia

- Het retabel met de HH. Ursula van Keulen, Martinus van Tours en Antonius van Egypte , Museo de Bellas Artes de Valencia
- Altaarstuk met de Onze Lieve Vrouw van genade uit de kapel van het Hospital Poma van Puertomingalvo, Nelson-Atkins Museum of Art in Kansas City (Missouri)
- Paneel van een getroonde Madonna met Kind met kardinaal Alsonso Borja, Museum of Fine Arts, Boston (Massachusetts)
- Paneel met de strijd tussen de heilige Bartolomeus en de duivel, Worcester Art Museum, Massachusetts
- Paneel van een getroonde Madonna met Kind, 1410–1420, Walters Art Museum, Baltimore, (Maryland)
- De heilige Michaël die de duivel verslaat, Scottish National Gallery, Edinburgh
- Retabel met de heilige Michaël in de kathedraal van Murcia
- Met Jaume Mateu, ook een assistent van Pere Nicolau, werkte hij samen aan de caissons voor het plafond van de raadzaal van het oude stadhuis van Valencia, waarvoor ze een serie portretten van de vorsten van Aragón schilderden.[6] Van deze portretten zijn er slechts vier van de oorspronkelijke vijftien bewaard gebleven die zich nu bevinden in het Museu Nacional d'Art de Catalunya, Barcelona. Het gebouw werd vernield in 1859.[7]

- Bibliothèque nationale de France: cb13333223n (data)
- Catàleg d'autoritats de noms i títols de Catalunya: 981058614733306706
- Gemeinsame Normdatei: 133965244
- International Standard Name Identifier: 0000 0004 2363 7143
- Library of Congress Control Number: n97071463
- RKD-Nederlands Instituut voor Kunstgeschiedenis: 62673
- Système universitaire de documentation: 17695094X
- Union List of Artist Names: 500115938
- Virtual International Authority File: 305409962